# آرابل رافائل
آرابل رافائل (انگلیسی: Arabelle Raphael؛ زادهٔ ۲۷ فوریهٔ ۱۹۸۹) بازیگر پورنوگرافی و مدل عکاسی اروتیک اهل فرانسه است.